# Eupanacra greetae
Eupanacra greetae là một loài bướm đêm thuộc họ Sphingidae. Nó được tìm thấy ở Sulawesi.
Chiều dài cánh trước khoảng 26 mm. Nó gần giống loài Eupanacra tiridates và Eupanacra regularis regularis, nhưng cánh trước rộng hơn. 